# New Bongaigaon Rly. Colony
New Bongaigaon Rly. Colony là một thị trấn thống kê (census town) của quận Bongaigaon thuộc bang Assam, Ấn Độ.

## Nhân khẩu
Theo điều tra dân số năm 2001 của Ấn Độ, New Bongaigaon Rly. Colony có dân số 15.847 người. Phái nam chiếm 54% tổng số dân và phái nữ chiếm 46%. New Bongaigaon Rly. Colony có tỷ lệ 77% biết đọc biết viết, cao hơn tỷ lệ trung bình toàn quốc là 59,5%: tỷ lệ cho phái nam là 82%, và tỷ lệ cho phái nữ là 70%. Tại New Bongaigaon Rly. Colony, 10% dân số nhỏ hơn 6 tuổi.